# Britské velvyslanectví v Praze
Britské velvyslanectví v Praze (British Embassy Prague) je diplomatická mise Spojeného království na území České republiky. Od ledna 2023 je velvyslancem Matt Field.
Budova velvyslanectví Spojeného království se od roku 1919 nachází na adrese Thunovská 14 v historické budově Thunovského paláce v blízkosti Poslanecké sněmovny na Malé Straně v Praze.
Britský zastupitelský úřad v Praze je zodpovědný za rozvoj a udržování vztahů mezi Spojeným královstvím a Českou republikou. Snaží se rozvíjet společné zájmy v EU, NATO a OSN, podporovat obchod a investice a zlepšovat obranyschopnost prostřednictvím Britského armádního poradního a výcvikového týmu (BMATT CZ).
Pro rozvoj kulturních vztahů slouží pražská a brněnská pobočka British Council.

## Galerie

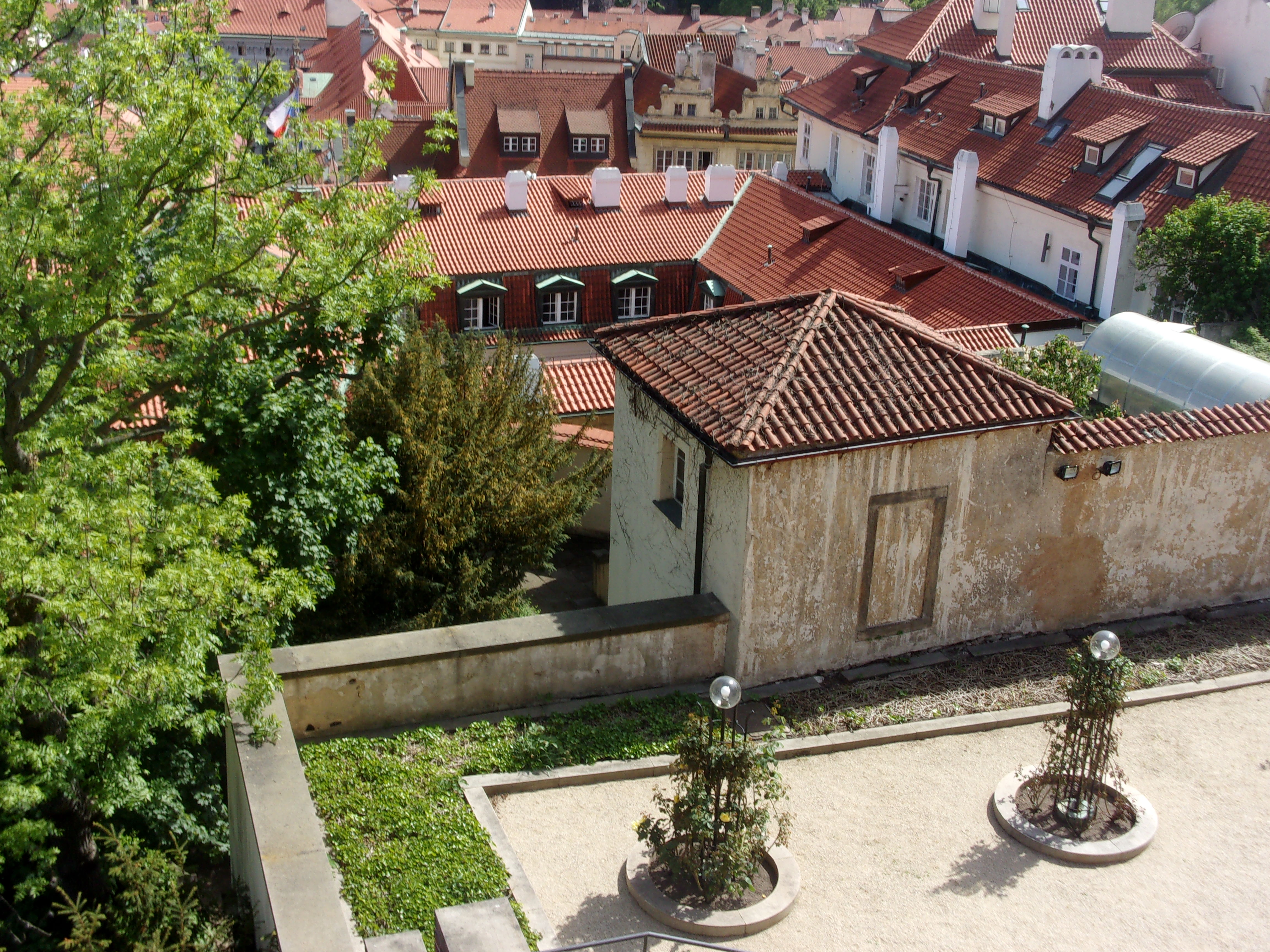
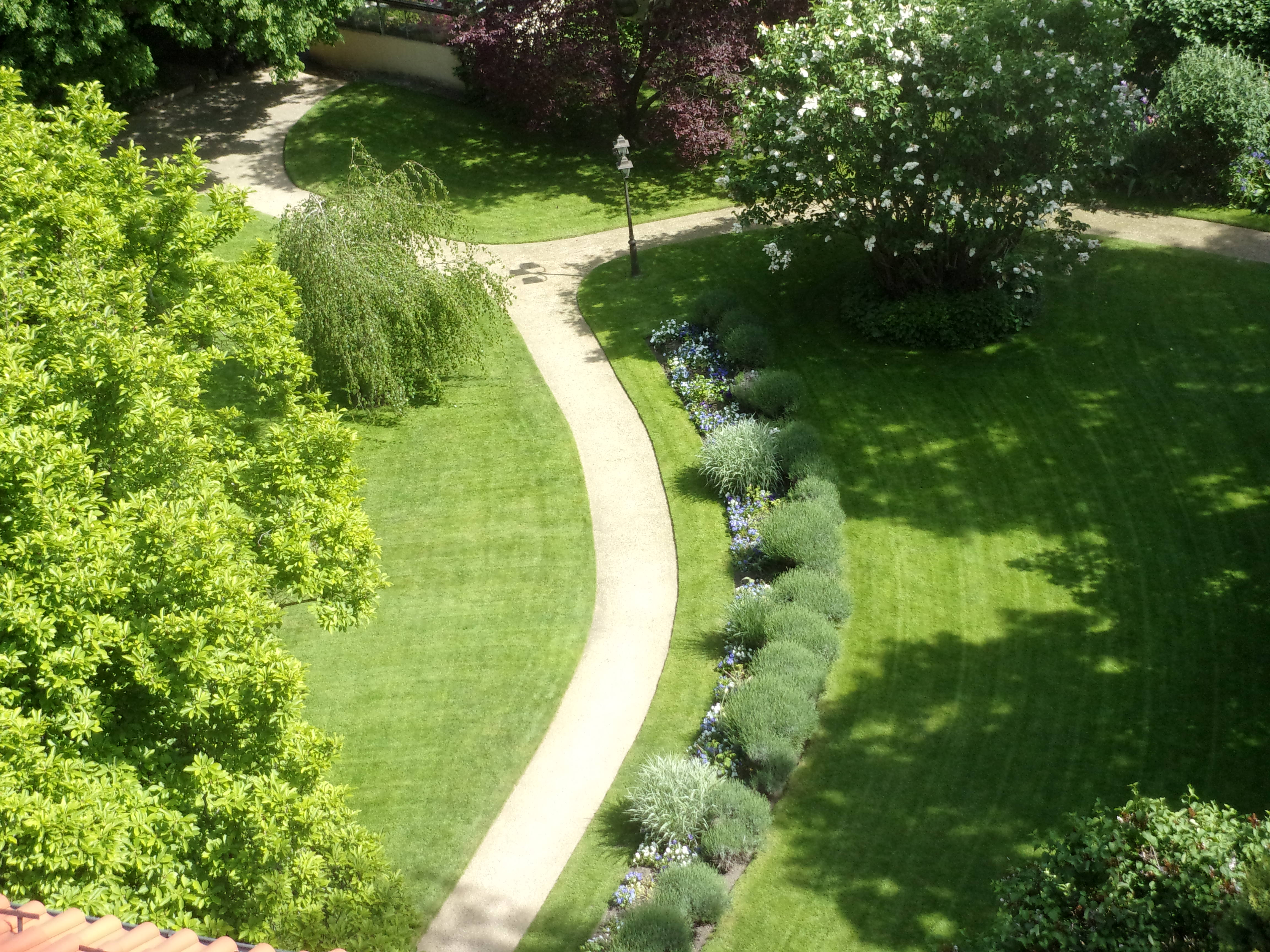